# MLDonkey
MLDonkey is een multinetwerk-peer-to-peer-applicatie dat wordt uitgebracht als opensourcesoftware onder de GPL. Oorspronkelijk was MLDonkey alleen beschikbaar voor Linux, maar later werden versies ontwikkeld voor Windows, Mac en zelfs MorphOS. De eerste versie voor Linux ondersteunde enkel het eDonkey-protocol, maar latere versies kenden ondersteuning voor meerdere peer-to-peerprotocollen. MLDonkey is geschreven in de programmeertaal Ocaml.
De ontwikkeling van de software begon eind 2001 door de oorspronkelijke ontwikkelaar, Fabrice Le Fessant, werkzaam voor het INRIA.
De huidige versie is 3.1.5 (22 maart 2014).

## Protocollen
MLDonkey ondersteunt de volgende protocollen om gebruik te kunnen maken van verschillende peer-to-peernetwerken:
- eDonkeynetwerk (stabiel - het standaardprotocol)
  - Overnet (onvolledig)
  - Kad (experimenteel)
- BitTorrent (stabiel)
- DirectConnect (sinds versie 2.8.7)
- Gnutella (bèta: werkt weer sinds versie 2.7.6, nog geen uploads)
- Gnutella2 (bèta: werkt weer sinds versie 2.7.6, nog geen uploads)
- FastTrack (met behulp van OpenFastTrack, onvolledig: geen uploads)
- FileTP (onvolledig)

Vroeger werden Soulseek en Audiogalaxy ook ondersteund. Deze zijn echter door verschillende redenen onbruikbaar geworden en/of verwijderd.

## Gebruikersinterfaces
De applicatie kent een duidelijke scheiding tussen de gebruikersinterface en het deel dat  het eigenlijke werk doet (mlnet). Hierdoor is het mogelijk dat externe partijen hun eigen gebruikersinterface kunnen en mogen ontwerpen. Dat kunnen grafische interfaces zijn, maar ook webinterfaces of opdrachtregelinterfaces (CLI).

### Algemeen
- G2Gui (Windows, Mac en Linux) - native: de nieuwe GUI
- JMoule (Windows, Mac en Linux)
- Sancho (Windows, Mac en Linux)
- KMLdonkey (Windows, Mac en Linux - KDE)
- MLdonkeyGtkUi (Linux) - native: de originele MLDonkey-GUI
- Platero (Windows, Mac en Linux - KDE)
- CocoDonkey (Mac)
- mlMac (Mac)
- MLdonkeyWatch (Windows)

### Webinterfaces
- WebUI (native: standaard (web)interface) [http://127.0.0.1:4080]
- phpEselGui (PHP)
- samani (PHP)
- Alemula (PHP)
- Zuul (PHP)
- Web-GMUI (PHP)

### Diversen
- via Telnet (native, CLI) [telnet localhost 4000]
- Wapui (native, WAP)